# Chage Live Tour 2015 〜天使がくれたハンマー〜
『Chage Live Tour 2015 〜天使がくれたハンマー〜』（チャゲ・ライブ・ツアー 2015 てんしがくれたハンマー）は、Chageのライブ・ビデオ。2016年1月27日にDVDとBDで発売された。発売元はユニバーサル シグマ。

## 概要
東京・日本橋三井ホールを皮切りに2015年9月27日から10月23日にかけて行われたコンサートツアー『Chage Live Tour 2015 〜天使がくれたハンマー〜』。本作はそのコンサートツアーから10月23日の東京・豊洲PIT公演の模様を収録したもの。
本作には通常盤のほかに初回限定盤が存在する。初回限定盤はスリーブケース付特製パッケージ仕様となっており、DVDまたはBlu-rayの他に、本作のライブ音源を収録した2枚組CD、田家秀樹のインタビューによるライナーノーツ、ライブ写真やオフショットが満載のフォトブックが封入されているほか、初回限定盤と通常盤にも共通の特典としてChageによるコメント全編副音声が収録されている。
本作のライブ音源が初回限定盤のみ付属の特典CDに収録されているためか、iTunes Storeでの配信は行われていない。

## 収録曲

### DISC 1 (DVD・BD)
1. 天使がくれたハンマー
作詞：松井五郎　作曲：Chage
2. [7]
作詞・作曲：Chage
3. CATCH & RELEASE
作詞・作曲：Chage
4. 幻灯綺談
作詞：松井五郎　作曲：Chage
5. 誘惑のベルが鳴る
作詞：松井五郎　作曲：Chage
6. アイシテル
作詞：Chage・エガワヒロシ　作曲：Chage
7. ベンチ
作詞・作曲：Chage
8. 夏は過ぎて
作詞：澤地隆　作曲：Chage
9. 君はなにも知らないまま
作詞：青木せい子　作曲：Chage
10. TAO
作詞・作曲：Chage
11. 終章 (エピローグ)
作詞：Chage・田北憲次　作曲：Chage
12. Hurray! Hurray!
作詞・作曲：Chage
13. ふたりの愛ランド
作詞：Chage・松井五郎　作曲：Chage
14. CRIMSON
作詞・作曲：Chage
15. ロマンシング ヤード
作詞：秋谷銀四郎　作曲：Chage
16. equal
作詞：松井五郎　作曲：Chage
17. 光の羅針盤
作詞：Chage　作曲：Chage・Tom Watts
18. Sea of Gray〜Knock
  1. Sea of Gray
作詞：ASKA　作曲：Chage・村上啓介
  2. Knock
作詞：ASKA　作曲：Chage
19. ripple ring
作詞：CHAGE and ASKA　作曲：Chage
20. NとLの野球帽
作詞・作曲：Chage

### DISC 2 (CD (初回限定盤のみ))
1. 天使がくれたハンマー
2. [7]
3. CATCH & RELEASE
4. 幻灯綺談
5. 誘惑のベルが鳴る
6. アイシテル
7. ベンチ
8. 夏は過ぎて
9. 君はなにも知らないまま
10. TAO
11. 終章 (エピローグ)

### DISC 3 (CD (初回限定盤のみ))
1. Hurray! Hurray!
2. ふたりの愛ランド
3. CRIMSON
4. ロマンシング ヤード
5. equal
6. 光の羅針盤
7. Sea of Gray〜Knock
8. ripple ring
9. NとLの野球帽